# Post-punk revival
Post-punk revival é um movimento do rock alternativo surgido no final dos anos 1990 e início dos anos 2000, influenciado principalmente pelo pós-punk do final dos anos 70. Se tornou mais eminente nos Estados Unidos e na Inglaterra, mais precisamente em Londres e Nova York. O estilo mistura as guitarras do pós-punk, "riffs" vindo de bandas como Television e Gang of Four, os teclados da new wave e algumas vezes música eletrônica.
Primeiramente, o termo pós-punk foi cunhado para descrever os grupos que, no final dos anos 70 e começo dos anos 80, começaram a experimentar, a partir do punk, e com melhorias na estrutura musical, temas líricos, e ao mesmo tempo mantendo a posição iconoclasta do punk. Fazem parte desta época: The Cure, Joy Division, Public Image Ltd., Killing Joke, The Psychedelic Furs, Gang of Four, Talking Heads, XTC, Echo and The Bunnymen, The Raincoats, Wire, e Magazine.
A partir do ano 2000, o termo pós-punk começou a aparecer na mídia novamente, com uma série de críticos trazendo o rótulo à tona, para descrever as novas bandas que compartilham a estética musical das originais. The Libertines, The Strokes, Arctic Monkeys, The Rapture, The Killers, Liars, Interpol, Franz Ferdinand, Futureheads, White Lies, The Cribs e Bloc Party são os primeiros sucessos comerciais desse projeto de reviver o interesse da mídia no movimento pós-punk.
Essa segunda onda do pós-punk incorpora elementos de dance music e gêneros que fazem parte do movimento dance punk, indie e música eletrônica, da mesma forma que o movimento original foi influenciado pelos estilos Krautrock, Dub, e Disco dos anos 70. O crítico Simon Reynolds aponta que essas bandas geralmente são influenciadas de uma tendência mais angular, como Wire e Gang of Four.